# Bonaparte Point
Bonaparte Point är en udde i Antarktis. Den ligger i Västantarktis. Argentina, Chile och Storbritannien gör anspråk på området.
Terrängen inåt land är platt åt sydväst, men åt nordost är den kuperad. Havet är nära Bonaparte Point åt sydväst. Trakten är glest befolkad. Närmaste befolkade plats är Palmer Station, 1,3 kilometer nordost om Bonaparte. 